# Misión de San Bruno
La misión de San Bruno fue el primer asiento misional fundado en la península de Baja California. Fue  fundada en 1683 por los padres jesuitas Eusebio Francisco Kino, Matías Goñi y Juan Bautista Copart, a unos 20 km al norte de la hoy ciudad de Loreto (Baja California Sur). Los sacerdotes jesuitas acompañaron al almirante Isidro de Atondo y Antillón en calidad de misioneros en su expedición a la península de Baja California, el asentamiento misionero no es considerada por los historiadores como una misión propiamente dicha, pero su importancia y acciones que se desarrollaron debe ser considerada, fue allí donde el padre Copart adquirió las experiencias necesarias para escribir su catecismo en lengua cochimí, lo que sería después de gran valor para el padre Juan María de Salvatierra cuando llegó años después a la península a cristianizar esas tierras.

## La fundación
El 17 de enero de 1683, el almirante Isidro de Atondo y Antillón acompañado por los S.J. Eusebio Francisco Kino, Copart y Matías Goñi zarpó rumbo a la península de Baja California con la intención de fundar una misión en la Bahía de La Paz, como el ambiente les resultó hostil tuvieron que retornar a Sinaloa, de donde habían partido hacia la península. El Padre Kino se disgustó profundamente por la decepcionante conducta de los soldados hacia los nativos y por la decisión de los colonos de abandonar la incipiente colonia, decisión motivada por el miedo a los nativos y la escasez de provisiones.
En el otoño del mismo año 1683 regresó la expedición a la península, esta vez se dirigieron a San Bruno en donde fundaron la primera misión, cerca de la actual Loreto. En San Bruno los misioneros fueron bien recibidos por los nativos quienes les ayudaron a levantar una pequeña capilla e incipientes pies de casas.  Desde esta nueva estación misionera la expedición se abrió paso poco a poco a través de la rocosa sierra de la Giganta, a los cuatro meses de iniciada la exploración el Padre Kino alcanzó finalmente las costas del Mar del Sur (Océano Pacífico), esta vez se logró la amistad de los nativos y sus lenguajes fueron objeto de estudio, se administró el bautismo a los pequeños y a los moribundos. Tras el esfuerzo de un año parecía haberse logrado el establecimiento de una misión permanente en la Baja California.

## El fracaso de la misión
En San Bruno el sol evaporó el agua y secó las cosechas, el gran sueño se secó también y el Almirante Isidro de Atondo y Antillón en 1685 sometió a votación el abandono de aquella empresa californiana financiada por la Corona española. El Padre Kino se opuso pero en vano, se dieron órdenes de salvar cuanto pudiera regresar en los barcos, embarcaron y los tibios vientos alejaron las embarcaciones de las inhóspitas tierras de la península y el sueño de Kino de convertir a los nativos y crear un rosario de misiones en la península de Baja California llegó a su fin. Otros misioneros serían quienes con la cruz en la mano colonizarían la península.

## Cerca de San Bruno el padre Salvatierra funda en 1697 la Misión de Loreto
Jamás regresó el Padre Kino a la Baja California, cuando por tercera vez iba a formar parte de una expedición evangelizadora hacía esas tierras, expedición que iba a ser encabezada por el mismo Kino y el Padre Juan María de Salvatierra, casi al zarpar rumbo a la península, en otoño de 1697, una rebelión de los indios nativos en el norte de Sonora impidió a Kino acompañarlos, prefirió permanecer allí para ayudar en la pacificación. 
La expedición marchó sin el padre Kino rumbo a la costa californiana, allí fundaron la Misión de Nuestra Señora de Loreto Conchó en la población conocida hoy como Loreto (Baja California Sur), la Misión fundada por el Padre Juan María de Salvatierra sería llamada "Cabeza y Madre de todas las Misiones de la Alta y Baja California", y desde allí se iniciaría en firme la colonización de la Baja y Alta California.

## Epílogo
De la primera misión establecida en la península no queda absolutamente nada dado que la misión de San Bruno fue levantada con carpas y frágiles materiales. Durante los poco más de dos años que la misión funcionó, más de 500 nativos fueron convertidos y bautizados. En ese tiempo el padre Kino logró establecer la primera ruta hacia el Océano Pacífico atravesando la Sierra de la Giganta, todo lo cual es mérito suficiente para que el  nombre quede registrado como el primer establecimiento misional en las californias, aun cuando su duración haya sido breve. Los últimos padres misioneros (Dominicos) abandonaron la región el 8 de mayo de 1865.